# Município de Union (condado de Licking, Ohio)
O município de Union (em inglês: Union Township) é um município localizado no condado de Licking no estado estadounidense de Ohio. No ano de 2010 tinha uma população de 8.783 habitantes e uma densidade populacional de 80,03 pessoas por km².

## Geografia
O município de Union encontra-se localizado nas coordenadas 39° 58′ 59″ N, 82° 31′ 11″ O. Segundo o Departamento do Censo dos Estados Unidos, o município tem uma superfície total de 109.74 km², da qual 107.99 km² correspondem a terra firme e (1.59%) 1.75 km² é água.

## Demografia
Segundo o censo de 2010, tinha 8.783 habitantes residindo no município de Union. A densidade populacional era de 80,03 hab./km². Dos 8.783 habitantes, o município de Union estava composto pelo 96.81% brancos, o 0.65% eram afroamericanos, o 0.22% eram amerindios, o 0.31% eram asiáticos, o 0.06% eram insulares do Pacífico, o 0.22% eram de outras raças e o 1.74% pertenciam a duas ou mais raças. Do total da população o 1.23% eram hispanos ou latinos de qualquer raça.